# Now This Is Music 3
Now This Is Music 3 is een verzamelalbum uit de Now This Is Music-serie uitgebracht in 1985 met hits van dat moment.
Het was het derde deel uit een serie van elf, die van 1984 tot 1989 liep en de Nederlandse tegenhanger was van het Engelse "Now That's What I Call Music"
Het album kwam binnen op 9 november 1985 en bereikte de 2e plaats in de albumlijst van de Nederlandse top 40 en bleef 20 weken in de lijst.

## Tracklist
kant A
1. Duran Duran - A View To A Kill
2. Tina Turner - We Don't Need Another Hero (thunderdome)
3. Kate Bush - Running Up That Hill
4. Marillion - Kayleigh
5. Propaganda - Duel (Eye to Eye)
6. Modern Talking - You Can Win If You Want
7. Baltimora - Tarzan Boy

kant B
1. Eurythmics - There Must Be An Angel
2. Five Star - All fall Down
3. Whitney Houston - All At Once
4. UB40 & Chrissie Hynde- I Got You Babe
5. Scritti Politti - The Word Girl
6. Tavares - Heaven Must Be Missing an Angel Ben Liebrand remix
7. Huey Lewis and the News - The Power Of Love

kant C
1. Simple Minds - Don't You (Forget About Me)
2. The Power Station - Some Like It Hot
3. Talking Heads - Slippery People
4. U2 - Sunday Bloody Sunday
5. Tina Turner - One of the Living
6. David Grant & Jaki Graham - Could It be I'm Falling In Love
7. Orchestral Manoeuvres In The Dark - So in Love

kant D
1. Paul Hardcastle - 19
2. Modern Talking - Cheri Cheri Lady
3. Chris Rea - Josephine
4. Madness - Yesterday's Man
5. Tavares - Don't take away the music Ben Liebrand remix
6. Baltimora - Woody Boogie
7. Frankie Goes To Hollywood  - Welcome to the Pleasuredome